# Arcibiskupský palác v Paříži
Arcibiskupský palác v Paříži (francouzsky Palais de l'Archevêché de Paris) je bývalé sídlo pařížských arcibiskupů na ostrově Cité. Palác se nacházel poblíž katedrály Notre-Dame a vyhořel v roce 1831 během lidového povstání. Od té doby pařížští arcibiskupové stálé sídlo nemají. Projekt z roku 1859, který navrhl architekt Eugène Viollet-le-Duc, nebyl realizován.

## Historie
Pařížští biskupové a arcibiskupové sídlili v paláci poblíž katedrály Notre-Dame. Palác vznikl ve stejné době jako katedrála a v průběhu času byl stavebně upravován. Za Francouzské revoluce uprchl arcibiskup Leclerc de Juigné do bezpečí do Savojska. Palác se stal sídlem šéflékaře nemocnice Hôtel-Dieu a během Hrůzovlády vězeňskou nemocnicí (stejně jako Hospice de l'Évêché).
Napoleon Bonaparte chtěl z Paříže učinit sídlo papeže. Vyhláškou z 8. listopadu 1810 rozhodl, že se z arcibiskupského paláce stane papežova rezidence. Probíhaly opravy a rozšiřování paláce. V létě roku 1812 bylo vyhlášeno, že papežský palác v Paříži je připraven, ale Napoleonův pád a odmítnutí Piem VII. zabránilo dokončení projektu.
Palác byl vypálen v únoru 1831 během lidového povstání. Stavba byla ponechána v ruinách a po několika letech stržena. Arcibiskup Quélen byl nucen se usadit v klášteře sester Nejsvětějšího srdce v Rue de Varenne.

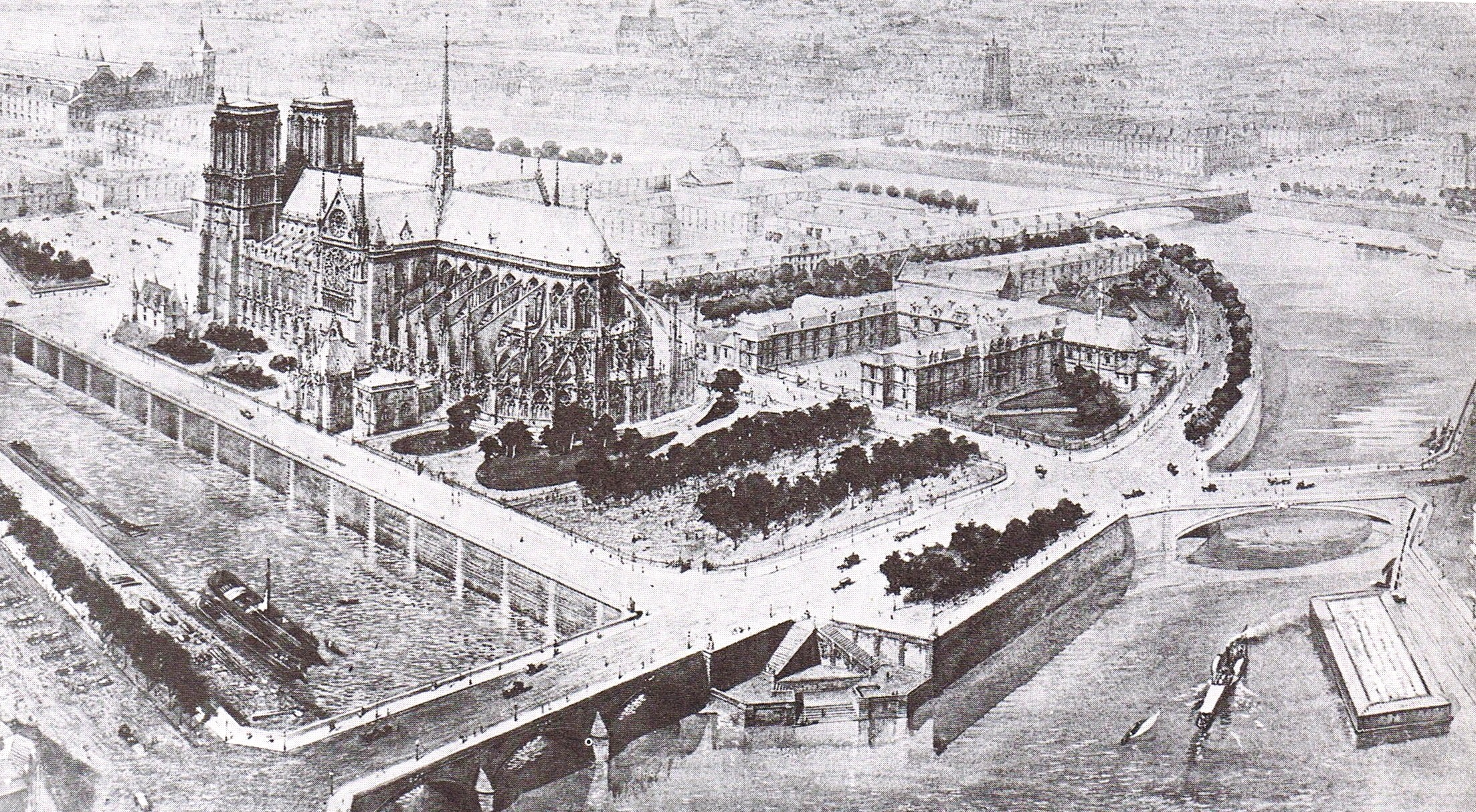
Nerealizovaný projekt paláce

Eugène Viollet-le-Duc při projektu obnovy paláce navrhl obsadit severovýchodní část ostrova Cité, tedy bývalou kanonickou čtvrť. Mělo se jednat o soubor budov rozdělených nádvořími a zahradami, kde by sídlil nejen arcibiskup, ale i další hlavní náboženské instituce v Paříži.

## Sídla pařížských biskupů
- Po zničení paláce pronajal stát v letech 1840–1849 arcibiskupství Hôtel de Chenizot v Rue Saint-Louis-en-l'Île na sousedním ostrově sv. Ludvíka.
- V roce 1849 arcibiskupové přesídlili do Hôtel du Châtelet na Rue de Grenelle v 7. obvodu, kde zůstali až do roku 1906, kdy byl přijat zákon odluky církve od státu.
- V roce 2013 se sídlem arcibiskupa stal dům č. 10 v Rue du Cloître-Notre-Dame v sousedství katedrály.